# Greetings from California
Greetings from California (рус. «Привет из Калифорнии») — дебютный студийный альбом группы The Madden Brothers, в состав которой входят Джоэл и Бенджи Мэддены из поп-панк группы Good Charlotte, релиз которого состоялся 16 сентября 2014 года. Премьера первого сингла «We Are Done» прошла 30 мая 2014 года на радио 102.7 KIIS FM. Спустя месяц на песню вышел музыкальный клип, а 7 июля «We Are Done» достигла вершины австралийского чарта на iTunes.
На официальном сайте The Madden Brothers отмечено, что альбом будет разделён на две части. Музыкально первая часть наполнена поп-роком, а её продюсером выступил Эрик Валентайн, с которым братья сотрудничают ещё со времён Good Charlotte. Во второй части, которую спродюсировал Джо Чикарелли, центральное место занимают лирические песни, такие как «California Rain» и «Brother», которые братья исполнили совместно. Музыка в этой части с добавлением фолка, сатерн-рока и радио-поп-музыки 70-х годов. Две песни для альбома были написаны в соавторстве с Фарреллом Уильямсом, а одна песня исполнена при участии Брайана Адамса.

## Список композиций
| №   | Название                                    | Длительность |
| --- | ------------------------------------------- | ------------ |
| 1.  | «Dear Jane (Intro)»                         | 0:21         |
| 2.  | «Dear Jane»                                 | 3:37         |
| 3.  | «Brixton»                                   | 4:08         |
| 4.  | «Out of My Mind»                            | 3:13         |
| 5.  | «We Are Done»                               | 3:36         |
| 6.  | «U R»                                       | 3:56         |
| 7.  | «Jealousy (All Your Friends in Silverlake)» | 3:33         |
| 8.  | «Love Pretenders»                           | 3:09         |
| 9.  | «California Rain (Intro)»                   | 0:11         |
| 10. | «California Rain»                           | 4:40         |
| 11. | «Brother»                                   | 5:00         |
| 12. | «Bad»                                       | 3:40         |
| 13. | «Good Gracious Abbey»                       | 4:02         |
| 14. | «Suddenly»                                  | 3:28         |
| 15. | «Empty Spirits»                             | 4:22         |